# Bertrand Schefer
Bertrand Schefer es un director, escritor y traductor francés nacido el 18 de febrero de 1972 en París .

## Biografía
Tras estudiar filosofía, dedicó sus primeros trabajos al redescubrimiento de textos fundacionales del Renacimiento italiano sobre el origen de las artes visuales. Y por esto ha traducido varios textos del italiano, entre ellos Quid sit lumen de Marsile Ficin en 1998 y Zibaldone de Giacomo Leopardi en 2003, por cual obtuvo el premio Itálicas en 2004.
Escritor, guionista y actor, junto a Valérie Mréjen codirigió su primer largometraje, En ville, seleccionado en la Quincena de los Realizadores de Cannes en 2011.
Ha escrito varias novelas.

## Obras

### Novelas
- El siglo de oro, Éditions Allia, 2008.[3]
- Ceremonia,[4] POL, 2012.
- La foto sobre la cama, POL, 2014.
- Martín, POL, 2016.
- Serie negra, POL, 2018.

- Marsile Ficin, Quid sit lumen, traducido del latín y seguido de L'art de la lumière de Bertrand Schefer, París, Éditions Allia, 1998.
- Pic de La Mirandole, 900 conclusiones filosóficas, cabalísticas y teológicas, edición establecida, traducción del latín y presentación, París, Éditions Allia, 1999.
- Eugenio Garin, Hermétisme et Renaissance, traducido del italiano, París, Éditions Allia, 2001.
- Giulio Camillo, El teatro de la memoria, traducción del italiano con Eva Cantavenera, precedida de Les place de l'image de Bertrand Schefer, París, Éditions Allia, 2001.
- Giacomo Leopardi, Todo es nada. Antología de Zibaldone di pensieri, recopilada por Mario Andrea Rigoni, traducción de Eva Cantavenera y Bertrand Schefer, París, Éditions Allia, 1998, 285 páginas.
- Giacomo Leopardi, Zibaldone, traducción completa, presentación y anotación de Bertrand Schefer, París, Éditions Allia, 2003, 2396 páginas,ISBN 9782844851314 .

### Filmografía

#### Largometraje
- En la ciudad (seleccionada para la Quincena de los realizadores del Festival de Cannes en 2011[5] ), codirigida con Valérie Mréjen. Estreno en cines : 27 juillet 2011 .

- Ejercicio de fascinación en medio de la multitud, codirigida junto a Valérie Mréjen, 2012, 12 min.
- ABCDEFGHIJKLMNOP(Q)RSTUVWXYZ, codirigida junto a Valérie Mréjen, 2012, 6 min.
- Fuera de temporada, imágenes animadas con Valérie Mréjen, 2013, 2 min.[6]
- Su historia, imágenes animadas con Valérie Mréjen,[7] 2014, 3 min 54.